# Korfaláki
Korfaláki (Korfalaki) är en ort i Grekland.   Den ligger i prefekturen Nomós Magnisías och regionen Thessalien, i den centrala delen av landet, 160 km nordväst om huvudstaden Aten. Korfaláki ligger 31 meter över havet och antalet invånare är 361.
Terrängen runt Korfaláki är platt åt sydväst, men norrut är den kuperad. Havet är nära Korfaláki österut.Runt Korfaláki är det glesbefolkat, med 19 invånare per kvadratkilometer. Närmaste större samhälle är Néa Ionía, 19,8 km nordost om Korfaláki. Trakten runt Korfaláki består till största delen av jordbruksmark.